# Pave Innocens 3.
Innocens 3. (eg. Lotario dei Conti di Segni) (22. februar 1161 i Anagni – 16. juli 1216 i Perugia) var pave fra 8. januar 1198 til 16. juli 1216. Han var den første pave, der benyttede titlen vicarius Christi ("Kristi stedfortræder") om sig selv.

## Virke
Han var søn af grev Trasimund af Segni og nevø til pave Clemens 3., og studerede teologi i Paris og kirkeret i Bologna. I en alder af kun 37 år ved sin tiltrædelse var Innocens 3. umådelig energisk, og regnes som den mægtigste af middelalderens paver. Under hans dynamiske regime var der ikke kun tale om en generobring af Det hellige land, men også et fremstød mod kættere i Milano i 1212/13, mod maurerne i Spanien og venderne i Nordeuropa.
Innocens erklærede undertegnelsen af Magna Charta i England ugyldig, og fik kong Johan uden Land bandlyst i 1209. I 1213 blev kong Johan tvunget til at tage sit rige i len af pavestolen. Ligeledes blev både Filip af Schwaben og Otto 4. bandlyste, og Innocens indsatte senere Frederik 2. som kejser. Innocens blev også involveret i striden mellem familierne Welf og Hohenstaufen om magten i det tysk-romerske rige.
Under Innocens' regering blev pavens status som den absolutte åndelige autoritet i den vestlige kristendom yderligere forstærket, mens kongernes verdslige magt ikke blev anfægtet. Et af de vigtigste resultater af hans indsats var det fjerde laterankoncil i 1215, som forsøgte at fremme uddannelse, kirketugt og forkyndelse. Her indførtes det årlige skriftemål, og man blev enige om, at nadveren virkelig forvandler brød og vin til Kristi legeme og blod, selv om form, farve, vægt m.m. er uændret. Augustins symbolske nadverforståelse bortfalt dermed.
Innocens' antisemitisme kommer til syne i tre buller, han sendte til Frankrig i årene 1205-08. Her advarede han mod den udbredte praksis med åger, og at jøder holdt kristne tjenere, samt mod at jøderne solgte varer til kristne - især kød, mælk og vin - som angiveligt ikke var af god nok kvalitet til deres eget brug.
Han opmuntrede tidens lægprædikantbevægelser såsom dominikanerordenen, og i 1209 fik Frans af Assisi en midlertidig godkendelse af sin tiggermunkeorden. I 1198 opstillede Innocens i De sacro altaris mysterio reglerne for anvendelse af farver i Roms kirker, som også blev fulgt i andre vestlige kirker. Omkring 1200 fik han bygget sygehuset Santo Spirito in Sassia (= Den Hellige Ånd i Sachsen) på Tiberens vestbred. Det er i dag det ældste sygehus i Rom.

## Korstog
Innocens 3. iværksatte tre korstog:
- Fjerde korstog (1198) blev en katastrofe for forholdet mellem den latinske og den græske kirke. I stedet for at tage til Palestina blev korstoget af venetianske handelsinteresser dirigeret mod Det byzantinske rige og resulterede i grufulde plyndringstogter.
- Korstoget mod katharerne (1209) (se albigensiske korstog), som også udartede i grusomheder, fik minimal indvirkning på de religiøse forhold og resulterede i, at Languedoc kom ind under den franske kongemagt.[10]
- Femte korstog (1215) var hans store plan, men fandt sted efter hans død.
- I hans tid fandt også børnekorstoget sted, men uden pavekirkens medvirkning.[11]

## Innocens 3. og Norden
Som student i Paris byggede han et netværk til dem, der kom til at blive kirkens topfigurer omkring i Europa, såsom Anders Sunesen, den danske ærkebiskop, der sad med ansvaret for korstog og mission i hele Baltikum. I et pavebrev fra Innocens til Viborg Domkapitels kirke i 1216 omtales for første gang Fredbjerg kirke i Vesthimmerland. Der er ikke fundet andet efter den end et rektangulært område på 84 kvadratmeter med to rækker stolpehuller; et fund, der minder meget om sporene efter stavkirken i Sebbersund og er omgivet af en kirkegård med 6-700 grave.
Innocens havde ellers et godt forhold til kong Valdemar Sejr, og støttede de danske erobringstogter i Baltikum. Han tvang også kong Filip 2. August af Frankrig til at forsone sig med sin hustru, Valdemar Sejrs søster Ingeborg, som kongen havde forskudt. I Norge støttede han ærkebiskop Eirik i kampen mod Sverre Sigurdsson, som kong Sverre gik sejrende ud af ved at "tale Roma midt imod". I 1198 sendte Innocens et brev til de norske biskopper med befaling om at lyse interdikt over de dele af landet, som fulgte kongen.

## Sidste tid
Innocens ville samle korsfarerne i Brindisi i juni 1217 og personligt vinke dem af sted. Den oplevelse blev han dog snydt for. I april 1216 hilste han en entusiastisk mængde i Orvieto, og insisterede på, i kraftigt regnvejr, at fæste korsfarermærket på hver enkelt, der havde aflagt korsfarerløftet. Det blev snart klart, at han var blevet forkølet, men han fortsatte sin rejse, og i Perugia blev han meget dårlig og afgik ved døden. Ved en glip glemte man at sætte en vagt ved den døde, som lå i katedralen, og næste morgen blev liget af kristenhedens mægtigste mand fundet på det nærmeste nøgen. Folk havde i nattens løb forsynet sig med hans kostbare antræk og smykker. Hans samtidige, Jakob af Vitry, skrev: "Hvor kort og forfængelig er verdens forræderiske glans." Innocens blev så begravet inde i katedralen, nær ved Skt. Herculanus' alter, som han selv havde indviet kun seks uger tidligere. I 1892 fik pave Leo 13. flyttet hans jordiske rester til Laterankirken i Rom for at overstråle, at pavekirken havde tabt Italien i 1860 og Rom i 1870.